# 吴国贵
吴国贵（？—1679年），平西王吴三桂心腹，在关外时期即追随吴三桂征战各地，曾参与对农民军和南明的作战，还曾担任处死永历帝的行刑人之一。吴国贵在清军中历任章京、总兵、副都统、都统等职，被康熙帝授予二等男。吴三桂举兵反清后，吴国贵被先后任命为金吾前将军、大将军等职。三桂死后，曾一度总理军务。此后，吴军节节败退，吴国贵退守武冈州，遭清军炮击而死。

## 生平
早在吴三桂为明朝镇守辽西时期，吴国贵就已经任职其麾下。吴国贵治军严明，敢于争战，军功颇多，因此很受吴三桂重用。1644年，吴三桂降清，在一片石之战中，吴国贵跃马当先，在农民军阵中奋力冲杀。1647年，经吴三桂奏请，顺治帝授予吴国贵参将二等甲喇章京世职。在随后与农民军残部及南明势力的作战中，吴国贵累官至都统。1652年，跟随吴三桂率部入蜀。七月，南明大将刘文秀率部围攻保宁，年纪尚轻的吴国贵，作为先锋血战立功，刘文秀最后被吴三桂击败。1660年，吴三桂改其军制，设援剿四镇等，吴国贵为右都统。1662年，永历帝在缅甸被吴三桂所获。四月，吴国贵作为行刑人之一，用弓弦将永历帝父子等处死。1664年至1666年间，贵州水西土司头目安坤、云南宁州土司禄昌贤相继叛乱，吴国贵与其他将领分路进剿，将叛乱平息。1672年，康熙帝叙征缅甸之功，吴国贵进爵二等男。
1673年，吴三桂举兵反清，吴国贵被任命为金吾前将军，与夏国相率领吴军步兵、骑兵作为先锋攻占贵州。吴军占领湖南后，吴国贵与胡国柱、夏国相等主要将领长期把守核心重镇衡州。1678年三月，吴三桂称帝，吴国贵晋升为大将军。同年八月，吴三桂病死，在权力交接之前，为防止变故，对外密不发丧。四日后，领兵在外的吴国贵与其他吴军核心将领赶回衡州，众议公推吴国贵总理军务，并迎吴世璠继位。吴国贵召集众将开会并率先发表意见，认为以前决策多有错误，现在应舍弃云南北争天下，“剜中原之腹心，断东南之漕运”，即使不能一统天下，也可坐拥黄河以南，但此议一出立即遭到马宝等大多数坚持以云南为根基的将领的反对。1679年正月，清军攻占岳州，二月，先锋希福攻衡州，吴国贵自思不能抵御，弃城而奔永州，又被清军穆占所部击败，吴国贵遂由新宁逃往武冈州，与镇守沅陵辰龙关的吴应期、胡国柱等部互为照应。此时，吴军士气极为低落，认为“大兵（清军）一到，不过一走”，因此每晚士兵几十成百地逃跑。七月，简亲王喇布进逼武冈州，吴国贵组织残部两万进行抵抗。八月，清军先锋穆占在攻占新宁后与安亲王岳乐合兵一处以集中优势兵力进攻武冈州。面对军势占优的清军，早前士气低落的吴国贵所部竟上前迎战，没有溃退。然而，吴国贵却冷不防被清军火炮击中阵亡。主帅死后，吴军溃散，清军占领武冈州。

### 引用
1. ↑  李治亭 2005，第178頁
2. ↑  李治亭 2005，第222頁
3. ↑  钱倁轵 撰 1653，第8卷，第144頁
4. ↑  中华书局 1986，第34卷（世祖实录），第13-15頁
5. ↑  刘献廷 1997，第41頁
6. ↑  李治亭 2005，第177頁
7. ↑  李治亭 2005，第169頁
8. ↑  李治亭 2005，第200，203頁
9. ↑  中华书局 1986，第39卷（圣祖实录），第12頁
10. ↑  李治亭 2005，第233頁
11. ↑  李治亭 2005，第315頁
12. ↑  李治亭 2005，第214頁
13. ↑  李治亭 2005，第327頁
14. ↑  刘健，第5卷，第2-5頁
15. ↑  勒德洪 等 撰 1686，第43卷，第13頁
16. ↑  李治亭 2005，第330頁
17. ↑  李治亭 2005，第331頁
18. ↑  勒德洪 等 撰 1686，第46卷，第10頁
19. ↑   參: